# Antonio e Cleopatra (Shakespeare)
Antonio e Cleopatra (Antony and Cleopatra) è una tragedia storica di William Shakespeare in cinque atti. Apparve sulla scena per la prima volta nel 1607 o nel 1608, e fu stampata nel First folio nel 1623.
La tragedia segue la relazione tra Cleopatra e Marco Antonio dalla guerra contro i Parti fino al suicidio di Cleopatra.
L'antagonista è rappresentato da Cesare Ottaviano, triumviro   e futuro primo imperatore di Roma.

## Trama

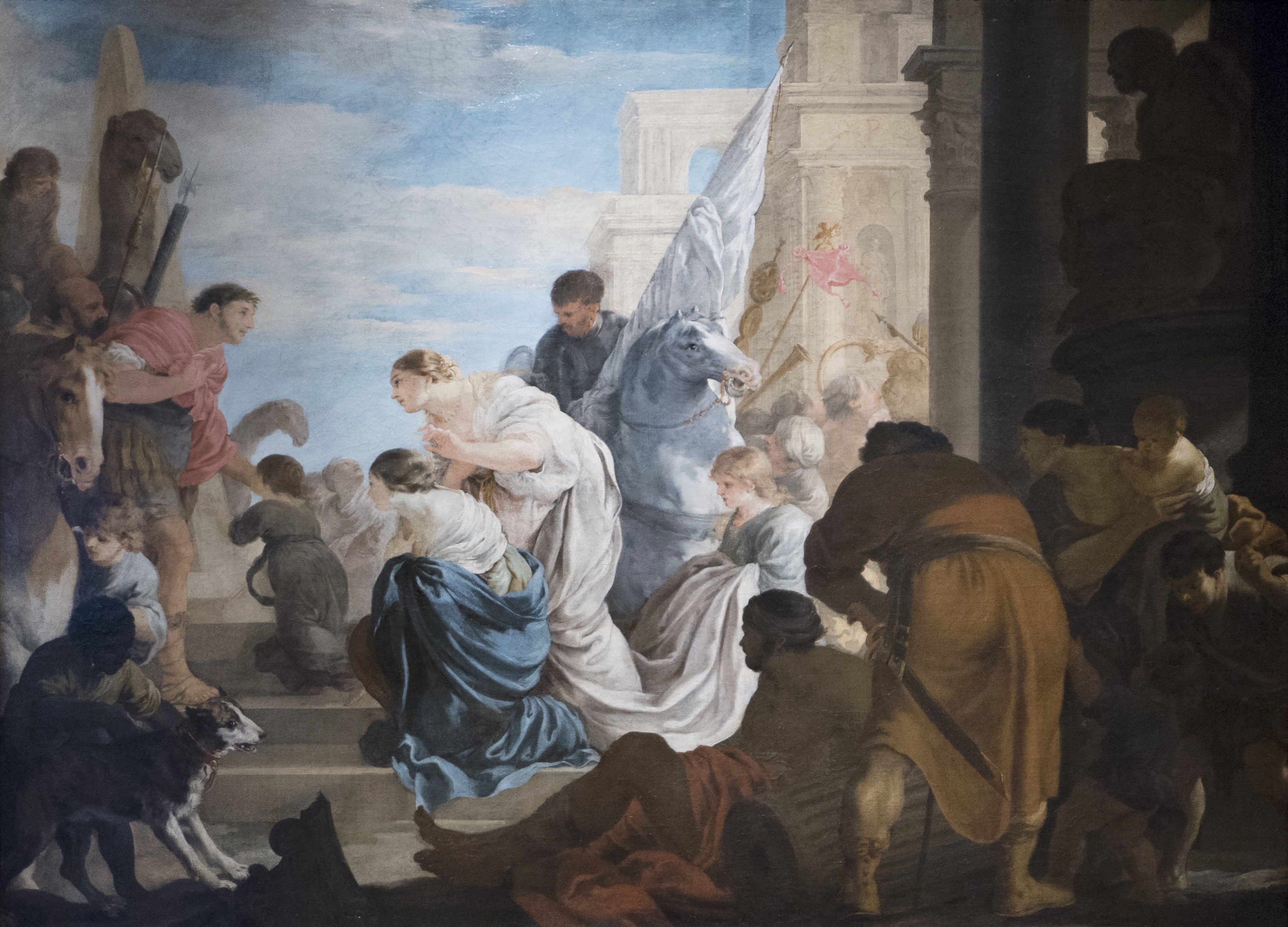
L'incontro fra Antonio e Cleopatra, quadro dipinto da Sébastien Bourdon (1645 circa; Parigi, Louvre).

Antonio, triumviro di Roma insieme ad Ottaviano e a Marco Emilio Lepido, si è fermato in Egitto dopo essersi innamorato della regina Cleopatra. Antonio riceve la notizia che sua moglie, Fulvia, si è ribellata contro Ottaviano insieme a Lucio Antonio, ed è morta a causa di una malattia. Ora il triumvirato è minacciato da Sesto Pompeo, figlio del Pompeo avversario di Giulio Cesare. Pompeo ha raccolto una flotta, insieme ai pirati Menecrate e Mena e controlla la Sardegna e la Sicilia.
A causa di questa situazione, Antonio è consapevole che deve tornare a Roma. Nonostante l'opposizione di Cleopatra, parte.
Tornato a Roma, Ottaviano convince Antonio a sposare sua sorella, Ottavia, per saldare il legame tra i due generali. Il luogotenente di Antonio, Enobarbo, sa che Ottavia non potrà appagarlo, dopo esser stato con Cleopatra. In un famoso passo, egli descrive il fascino di Cleopatra con un'iperbole: «L'età non può appassirla, né l'abitudine rendere insipida la sua varietà infinita: le altre donne saziano i desideri che esse alimentano, ma ella affama di sé laddove più si prodiga: poiché le cose più vili acquistano grazia in lei, così che i sacerdoti santi la benedicono nella sua lussuria».
Un indovino mette in guardia Antonio: «se giochi con lui ad un gioco qualunque, sei sicuro di perdere».
In Egitto, Cleopatra viene a sapere del matrimonio di Antonio, e mette in atto una terribile vendetta nei confronti del messaggero che le riferisce la notizia. La sua collera si placa solo quando le sue cortigiane le assicurano che Ottavia è brutta, almeno secondo i canoni estetici elisabettiani: bassa, rozza, con il viso rotondo e con capelli sciupati.
I triumviri discutono con Pompeo, e gli offrono un accordo: egli può mantenere il controllo della Sicilia e della Sardegna ma deve aiutarli a "liberare tutto il mare dai pirati" e mandargli un tributo in grano. Dopo qualche esitazione, Pompeo accetta. I generali s'intrattengono in un festino sulla galea di Pompeo. Mena consiglia a Pompeo di uccidere i triumviri per diventare condottiero di Roma, ma egli non accetta. Più tardi, Ottaviano e Lepido rompono la tregua con Pompeo, e i combattimenti ripartono. Questa decisione è disapprovata da Antonio, che è furente.
Una volta ritornato ad Alessandria, Antonio incorona se stesso e Cleopatra sovrani dell'Egitto e del terzo orientale dell'impero romano, che era il territorio posseduto da Antonio in quanto triumviro. Egli accusa Ottaviano di non aver spartito con lui le terre conquistate a Pompeo, ed è indispettito dal fatto che Lepido, imprigionato da Ottaviano dopo una ribellione, sia stato escluso dal triumvirato. Ottaviano cede alla prima richiesta [non chiaro:quale richiesta?], ma è molto deluso dal comportamento di Antonio.
Antonio si prepara a dare battaglia ad Ottaviano. Enobarbo lo spinge a dare battaglia sulla terraferma, dove egli sarebbe avvantaggiato, anziché in mare, dove le navi di Ottaviano sono più leggere e meglio condotte. Antonio rifiuta, in quanto era stato sfidato da Ottaviano ad una battaglia navale.

Cleopatra s'impegna a mettere la sua flotta a disposizione di Antonio; ma, durante la battaglia navale, la regina abbandona il campo con le sue sessanta navi. Antonio la insegue causando così la disfatta del suo esercito. Vergognandosi per i suoi gesti, dovuti all'amore che egli prova per Cleopatra, Antonio la richiama per averlo fatto sembrare un codardo, ma pone anche il suo amore sopra ogni altra cosa, dicendo «datemi un bacio, questo basta a compensarmi».
Ottaviano manda un messaggero a chiedere a Cleopatra di consegnargli Antonio, e di allearsi con lui. Ella esita, e flirta col messaggero; nel frattempo, Antonio entra in scena e, rabbioso, condanna il comportamento della principessa. Fa frustare il messaggero, e finalmente perdona Cleopatra, e le promette di combattere un'altra battaglia per lei, questa volta sulla terraferma.
Alla vigilia della battaglia, i soldati di Antonio odono strani oracoli, che interpretano come la perdita di protezione per il loro condottiero, da parte del dio Ercole. Inoltre, Enobarbo, lo storico luogotenente di Antonio, lo abbandona per passare dalla parte del nemico. Invece di confiscare i beni di Enobarbo, che erano stati lasciati presso Antonio durante la fuga da Ottaviano, Antonio ordina che tali beni siano riportati a Enobarbo. Enobarbo è talmente colpito dalla generosità di Antonio, e così pieno di vergogna per la sua infedeltà, che si suicida.
La battaglia comincia bene per Antonio, finché Ottaviano non la tramuta in una battaglia navale. Ancora una volta, Antonio perde, la sua flotta si arrende, ed egli denuncia Cleopatra: «questa infame egiziana mi ha tradito».
Antonio decide allora di uccidere la regina per il suo ennesimo tradimento. Cleopatra capisce che l'unico modo per riconquistare l'amore di Antonio, è quello di fargli credere che si è uccisa, col nome di Antonio come ultime parole. Ella si rinchiude nel suo mausoleo, e aspetta il ritorno di Antonio.
Il suo piano, però, fallisce: invece che correre per vedere Cleopatra morta, con il cuore pieno di rimorso, Antonio decide che la sua vita non ha più senso. Chiede a Erote, uno dei suoi più intimi amici, di trapassarlo con una spada; Erote non riesce però ad uccidere il suo generale, e si suicida. Antonio ammira il coraggio di Erote e cerca di morire allo stesso modo, ma si ferisce solamente. In uno stato di dolore lancinante, scopre che, in realtà, Cleopatra è ancora viva. Si trascina fino al suo mausoleo, e muore tra le sue braccia.

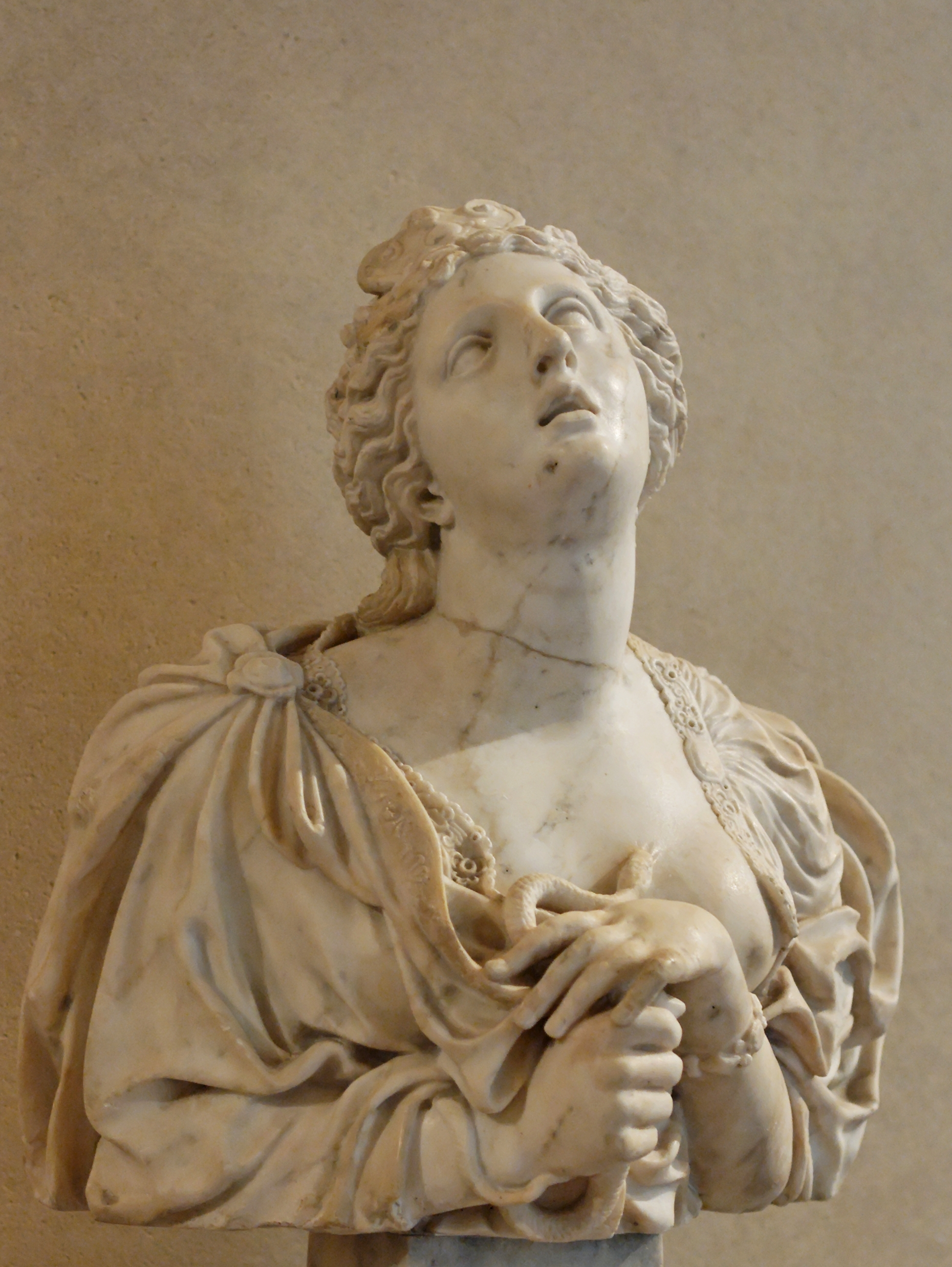
Il suicidio di Cleopatra, busto in marmo di Claude Bertin (1690 circa; Parigi, Louvre).

Ottaviano si reca da Cleopatra e cerca di convincerla ad arrendersi. Ella però rifiuta orgogliosa, per non essere trascinata in trionfo per le vie di Roma come una schiava qualsiasi. Cleopatra descrive alla cortigiana Ira la loro probabile sorte: «istrioni di pronto ingegno improvviseranno commedie su di noi, rappresentando i nostri conviti alessandrini; Antonio sarà raffigurato ubriaco, ed io vedrò qualche giovanotto travestito da stridula Cleopatra avvilire la mia grandezza in atteggiamento da prostituta». Questo discorso è intriso di ironia drammatica, perché al tempo di Shakespeare la parte di Cleopatra era veramente recitata da un "giovanotto travestito", e la tragedia di Shakespeare raffigura i festini di un Antonio ubriaco.
Cleopatra decide di suicidarsi insieme alle sue ancelle Carmiana e Iras usando il veleno di un aspide. Muore serena pensando di rivedere Antonio nell'aldilà. Ottaviano scopre i corpi morti e ordina che sia data loro sepoltura con un funerale solenne.

## Composizione e stampa
L'Antonio e Cleopatra entrò a far parte del Stationers' Register (una forma di copyright) nel maggio del 1608, ma fu stampato solo nell'in folio del 1623.
Le edizioni moderne dividono la tragedia nei cinque atti convenzionali, benché Shakespeare non avesse creato né una divisione in atti né nelle quaranta scene separate in cui è di solito articolata la tragedia.

Questo alto numero di scene (molto più alto di quello usato nelle altre opere) corrisponde agli spostamenti dell'azione, da Alessandria d'Egitto, all'Italia, alla Sicilia, alla Siria, ad Atene e ad altre parti dell'impero egiziano e romano.
La tragedia conta trentaquattro personaggi che dicono almeno una battuta; il numero è nella media delle altre opere di Shakespeare di questa portata.

## Commento
Molti studiosi dell'opera cercano di spiegare la natura ambivalente di molti dei personaggi. Sono Antonio e Cleopatra dei veri eroi tragici, o sono in realtà troppo buffi e pieni di difetti per essere tragici? L'anima della loro relazione è l'amore, o, invero, la lussuria? È la loro passione totalmente distruttiva, o mostra invece anche elementi trascendenti? E infine, Cleopatra si uccide per amore di Antonio, o perché è troppo orgogliosa per esser portata in trionfo da Ottaviano? Anche Ottaviano è un personaggio molto ambiguo; egli può infatti essere visto sia come un condottiero buono e dall'animo nobile, che ricerca solamente la prosperità di Roma, o anche come un politico crudele e senza scrupoli.

## Rappresentazioni e adattamenti

### La tragedia a teatro
La data e il teatro della prima rappresentazione di Antonio e Cleopatra sono oggetto di dibattito accademico, ma la tragedia è stata presumibilmente portata in scena dai King's Men per la prima volta tra il 1606 e il 1607 in un teatro all'aperto come il Globe Theatre o uno privato al chiuso come il Blackfriars Theatre. Alcuni accademici ritengono però che l'opera sia procedente alla congiura delle polveri, scritta forse tra il 1603 e il 1604; per certi critici la prominenza del tema politico e la natura aristocratica dei personaggi suggeriscono anche che non sia da escludere la possibilità che la tragedia sia andata in scena alla corte di Giacomo I d'Inghilterra. Nel 1669 i registri del Lord Chamberlain riportano una precedente rappresentazione di Antonio e Cleopatra al Blackfriars, un teatro che avrebbe quindi presentato l'opera a un pubblico più selezionato e aristocratico.
La fortuna dell'opera cambiò dopo la Restaurazione, quando la tragedia di John Dryden Tutto per amore soppiantò la versione shakespeariana della storia di Antonio e Cleopatra sulle scene londinesi. La versione di Dryden non era solo più vicina al nuovo gusto del pubblico, ma anche di più facile messa in scena, dato che i personaggi erano stati ridotti da trentaquattro a dieci. Il conflitto tra amore e onore era meno marcato nella tragedia di Dryden, che allo stesso tempo ampliò la figura di Cleopatra come eroina tragica in un periodo in cui le donne potevano calcare per la prima volta recitare sulle scene inglesi. L'opera di Dryden si dimostrò popolare con il pubblico londinese, tanto da essere messa in scena a Londra per centroventitré rappresentazioni nel corso del XVIII secolo.
Il diciannovesimo secolo vide un ritorno in auge della tragedia shakesperiana, anche se Antonio e Cleopatra tendeva ad essere portato in scena non nella versione tramandata dal First Folio, bensì in adattamenti spuri che alternavano scene di Shakespeare con quelle dell'opera di Dryden. Diverse delle scene furono eliminate interamente, soprattutto quelle più politiche, per favorire sfarzose messe in scena dei momenti bellici e per attirare l'attenzione sui momenti più romantici e melodrammatici. Nel 1813 John Philip Kemble allestì una messa in scena faraonica a Covent Garden con una processione funebre con quarantacinque coristi come epilogo, mentre vent'anni dopo William Charles Macready volle portare sul palco le flotte egizie e romane per la battaglia di Azio in un revival al Theatre Royal Drury Lane. Nel 1849 Samuel Phelps curò un'altra messa in scena titanica al Teatro Sadler's Wells con una parata militare che accompagnava il ritorno di Antonio ad Alessandria, ricevuto da Cleopatra con la sua guardia egizia e quella amazzone. La più stravagante delle produzioni del secolo fu probabilmente quella allestita al Drury Lane da Chatterton nel 1873: il testo di Shakespeare fu ridotto a sole dodici scene, che però includevano una ricca rappresentazione della battaglia di Azio, un balletto, trenta coristi, una processione di amazzoni per il matrimonio tra Antonio e Ottavia, nonché una barca per il primo incontro tra il generale romano e Cleopatra riccamente descritto da Enobarbo.

### Al cinema e in televisione
- Antony and Cleopatra (1908) con Florence Lawrence nel ruolo di Cleopatra.
- Cleopatra (1963), con la regia di Joseph L. Mankiewicz. Gli interpreti sono Elizabeth Taylor (Cleopatra), Richard Burton (Marco Antonio), Rex Harrison (Giulio Cesare), Roddy McDowall (Ottaviano).
- All'ombra delle piramidi (Antony and Cleopatra) 1972, con la regia di Charlton Heston, che recita anche nel ruolo di Antonio, e con Hildegarde Neil (Cleopatra) e Eric Porter (Enobarbo).
- Antonio e Cleopatra (Antony and Cleopatra) 1974, versione televisiva dell'opera teatrale recitata dalla London's Royal Shakespeare Company. Regia di J. Scoffield. Gli interpreti sono Janet Suzman (Cleopatra), Richard Johnson (Antonio), Patrick Stewart (Enobarbo) e Corin Redgrave (Ottaviano).
- Antonio e Cleopatra 1981, film per la televisione, prodotto all'interno della serie BBC Shakespeare, con Colin Blakely (Antonio) e Jane Lapotaire (Cleopatra).
- Antonio e Cleopatra 1983, film per la televisione con Timothy Dalton (Antonio) e Lynn Redgrave (Cleopatra).